# Raul Brunini
Raul Brunini Filho (Rio Claro, 18 de fevereiro de 1919 – Rio de Janeiro, 13 de junho de 2009) foi um radialista e político brasilleiro.

## Biografia
Filho de Raul Brunini e de Alice Brunini, Raul Brunini Filho foi locutor da Rádio Clube de Rio Claro e da Rádio Clube de Marília (SP), antes de vencer o concurso para locutores da Rádio Tupi do Rio de Janeiro, em 1941. Entre 1942 e 1945, participou de programas destinados à recreação das tropas brasileiras enviadas à Itália na Segunda Guerra Mundial. Foi o primeiro locutor a utilizar a reportagem radiofônica direta quando cobriu, ao lado de Ari Barroso, o incêndio que destruiu o edifício Parc-Royal, no Rio de Janeiro. Graças ao rádio aproximou-se do cenário político, tendo sido o primeiro a transmitir discursos parlamentares através do programa "Parlamento em Ação", levado ao ar pela Rádio Globo do Rio de Janeiro entre 1950 e 1958. Em seu programa transmitido pela emissora, o radialista Raul Brunini também abria espaço para os ataques da bancada udenista contra Vargas. Na década de 1950 a Rádio Globo era dirigida por seu irmão, Luiz Brunini, homem de alta confiança de Carlos Lacerda e Roberto Marinho.
Convidado por Carlos Lacerda a filiar-se à União Democrática Nacional, em 1954 foi o candidato eleito com maior votação para a Câmara Municipal do Distrito Federal; reelegeu-se em 1958, obtendo outra vez a maior votação. Em 1960, elegeu-se deputado à Assembléia Constituinte no novo Estado da Guanabara, reelegendo-se deputado estadual em 1962. Afastou-se do mandato em abril de 1964, para assumir o cargo de secretário de Estado sem pasta do governo de Carlos Lacerda. Retornou no ano seguinte à Assembléia Legislativa para ali assumir a liderança da bancada governista.
Com a extinção dos partidos políticos pelo Ato Institucional nº 2, de 27 de outubro de 1965, filiou-se ao Movimento Democrático Brasileiro (MDB), partido de oposição ao regime militar instalado no Brasil em abril de 1964, por cuja legenda elegeu-se deputado federal pela Guanabara, em novembro de 1966. Em 16 de janeiro de 1969, teve seu mandato de deputado federal cassado e seus direitos políticos suspensos por dez anos com base no Ato Institucional nº 5, baixado em 13 de dezembro do ano anterior.
Ao readquirir seus direitos políticos em 1979, voltou ao MDB juntamente com outros ex-deputados ligados a Carlos Lacerda, cassados em 1969. Entretanto, com a extinção do bipartidarismo em 29 de novembro desse ano e a conseqüente reformulação partidária, acabou por não se filiar a nenhuma das novas agremiações formadas a seguir.
Como radialista, foi ainda o responsável pelo começo da carreira de Haroldo de Andrade.
Era casado com Neusa Alves Brunini, com quem teve um filho.
Raul Brunini Filho morreu aos 90 anos de idade, vítima de câncer. Seu corpo foi sepultado no Cemitério de São João Batista.